# Brøns Station
Brøns Station er en dansk jernbanestation ved Tingvej i den østlige ende af Brøns.